# Heitor Martinez Mello
Heitor Martinez Mello (Rio de Janeiro, 20 agosto 1968) è un attore brasiliano.

## Biografia
Deve la sua fama soprattutto al ruolo del giovane seminarista Ricardo nel film Tieta do Brasil.
Ha preso parte a numerose telenovelas, tra cui Garibaldi, l'eroe dei due mondi e Os Dez Mandamentos.

## Vita privata
Dal 2001 è sposato con Anna Markun, figlia dello scrittore Paulo. La coppia ha due gemelle, Alice ed Helena, nate nell'agosto del 2002.

## Filmografia

### Cinema
- Tieta do Brasil (Tieta do Agreste), regia di Carlos Diegues (1996)
- Como Ser Solteiro, regia di Rosane Svartman (1998)
- Tiradentes, regia di Oswaldo Caldeira (1999)
- Gurufim na Mangueira, regia di Danddara - cortometraggio (2000)
- Metade Sexo Metade Mussarela, regia di João Camargo (2002)
- Musicada, regia di Maria Eduarda Mayrinck e Julia Otero - cortometraggio (2003)
- Mais Uma Vez Amor, regia di Rosane Svartman (2005)
- Cleópatra, regia di Júlio Bressane (2007)
- Desenrola, regia di Rosane Svartman (2010)
- Assalto ao Banco Central, regia di Marcos Paulo (2011)
- Os Dez Mandamentos: O Filme, regia di Alexandre Avancini e Hamsa Wood (2016)
- Minha Vida em Marte, regia di Susana Garcia (2018)

### Televisione
- Decadência, regia di Ignácio Coqueiro, Roberto Farias e Carlos Manga – miniserie TV, 2 episodi (1995)
- Cara & Coroa – serie TV, 11 episodi (1996)
- Fascinação – serie TV, 141 episodi (1998)
- Suave Veneno – serie TV (1999)
- Você Decide – serie TV, 2 episodi (1999-2000)
- Uga-Uga – serie TV (2000)
- O Quinto dos Infernos – miniserie TV (2002)
- Coração de Estudante – miniserie TV (2002)
- Brava Gente – serie TV, 1 episodio (2002)
- Garibaldi, l'eroe dei due mondi (A Casa das Sete Mulheres) – serie TV, 2 episodi (2003)
- Kubanacan – serie TV, 3 episodi (2003)
- Terra dos Meninos Pelados – serie TV (2003)
- Sob Nova Direção – serie TV, 1 episodio (2004)
- Senhora do Destino – serie TV, 85 episodi (2004-2005)
- Mandrake – serie TV, 1 episodio (2005)
- Avassaladoras: A Série – serie TV, 2 episodi (2006)
- Prova de Amor – serie TV, 22 episodi (2005-2006)
- Vidas Opostas – serie TV, 132 episodi (2006-2007)
- Amor e Intrigas – serie TV, 203 episodi (2007-2008)
- A Lei e o Crime – serie TV, 20 episodi (2009)
- Ribeirão do Tempo – serie TV, 246 episodi (2010-2011)
- Máscaras – serie TV, 124 episodi (2012)
- Pecado Mortal – serie TV, 8 episodi (2013)
- Vitória – serie TV (2014)
- Os Dez Mandamentos – serie TV, 1 episodio (2015)
- Se Eu Fosse Você – serie TV, 26 episodi (2013-2015)
- Sem Volta – serie TV, 13 episodi (2017)
- O Rico e Lázaro – serie TV, 3 episodi (2017)
- O Sétimo Guardião – serie TV, 1 episodio (2018)
- Amor sem Igual – serie TV (2019)